# 맥의 애플 실리콘으로의 전환
맥의 애플 실리콘으로의 전환(Mac transition to Apple Silicon)은 ARM64 기반 애플 실리콘으로 도입하되 인텔의 x86-64을 애플의 매킨토시 계열 컴퓨터로부터 구식화하는 2년 간 예정된 프로세스이다. CEO 팀 쿡은 2020년 6월 22일 WWDC 키노트 연설에서 이 계획을 발표하였다.
이 변화는 애플이 매킨토시를 새로운 명령어 집합 아키텍처(ISA)로 전환하는 3번째 사건이다. 최초의 것은 맥의 오리지널 모토로라 68000 시리즈 아키텍처를 신형 파워PC 플랫폼으로 1994년 전환한 것이었으며, 두 번째 변화는 파워PC를 인텔 x86으로 전환한 것으로, 2005년 6월 공식 발표된 바 있다.
애플은 1993년 뉴턴 개인 정보 단말기에 처음 활용하였으며 그 뒤로 아이폰, 아이패드, 아이팟, 애플 워치를 포함한 다른 제품 계열에 널리 채용해왔다. 애플은 2009년부터 자체 커스텀 ARM 칩을 설계하고 있다.

## 같이 보기
- 맥의 인텔 프로세서로의 전환
- 애플 실리콘